# An Unlikely Fandom
An Unlikely Fandom (em portugues: Um Fandom Improvável) é um filme-documentário estadunidense criado e dirigido por cineasta americano Brannon Carty em 2023. O filme é sobre o fandom adulto da série de televisão infantil britânica Thomas & Friends (no Brasil: Thomas e Seus Amigos, e em Portugal: Thomas e os Seus Amigos). O filmagem de An Unlikely Fandom começou em 2019, a uma convenção para as fãs de Thomas no estado de Pensilvânia. Carty e o equipo do filme adquiriram  fundos adicionais por um Kickstarter, que permitiu eles a expandir os recursos e entrevistar membros do equipe da série, incluindo o seu criador, Britt Allcroft (en), em seu aparecimento final antes de morrer em dezembro de 2024.
O filme foi lançado e estreado em 27 de novembro de 2024 na cidade de Nova Iorque.

## Sinopse
O documentário dá um olhar íntimo sobre o fandom adulto da popular série de televisão infantil Thomas & Friends através de várias convenções de fãs e entrevistas pessoais. Muitos dos entrevistados explicam que, embora este não seja um interesse normal, eles fizeram carreiras e hobbies fora de sua paixão pela série. Muitos estão preservando adereços da série de televisão, e alguns até conseguiram trabalhar na própria série como escritores e consultores. Ao redor do mundo e de diferentes andares da vida, os fãs adultos refletem sobre seu amor pelo show, e como ele mudou para sempre o curso de suas vidas. 

## Ver tambêm
- Bronies: The Extremely Unexpected Adult Fans of My Little Pony, um filme similar lançado em 2012, que dá um olhar sobre o fandom adulto da série My Little Pony: A Amizade É Mágica.